# 14e cérémonie des Saturn Awards
La 14e cérémonie des Saturn Awards, récompensant les films, séries télévisées et téléfilms sortis en 1986 et les professionnels s'étant distingués cette année-là, s'est tenue le 17 mai 1987.

## Palmarès
Les lauréats sont indiqués ci-dessous en premier de chaque catégorie et en gras.

### Cinéma

#### Meilleur film de science-fiction
- Aliens, le retour (Aliens)
  - Peggy Sue s'est mariée
  - Short Circuit
  - Star Trek 4 : Retour sur Terre
  - Le Vol du Navigateur

#### Meilleur film d'horreur
- La Mouche (The Fly)
  - Aux portes de l'au-delà (From Beyond)
  - Poltergeist 2 (Poltergeist II: The Other Side)
  - Psychose 3

#### Meilleur film fantastique
- La Tête dans les nuages (The Boy Who Could Fly)
  - Crocodile Dundee ("Crocodile" Dundee)
  - Fievel et le Nouveau Monde (An American Tail)
  - Golden Child : L'Enfant sacré du Tibet (The Golden Child)
  - Labyrinthe (Labyrinth)

#### Meilleure réalisation
- James Cameron pour Aliens, le retour (Aliens)
  - Randal Kleiser pour Le Vol du Navigateur
  - David Cronenberg pour La Mouche (The Fly)
  - John Badham pour Short Circuit
  - Leonard Nimoy pour Star Trek 4 : Retour sur Terre

#### Meilleur acteur
- Jeff Goldblum pour le rôle de Seth Brundle dans La Mouche (The Fly)
  - Michael Biehn pour le rôle du caporal Dwayne Hicks dans Aliens, le retour (Aliens)
  - Leonard Nimoy - Star Trek 4 : Retour sur Terre
  - Anthony Perkins - Psychose 3
  - William Shatner - Star Trek 4 : Retour sur Terre

#### Meilleure actrice
- Sigourney Weaver pour le rôle du lieutenant Ellen L. Ripley dans Aliens, le retour (Aliens)
  - Barbara Crampton - Aux portes de l'au-delà
  - Elisabeth Shue - Link
  - Geena Davis pour le rôle de Veronica Quaife dans La Mouche (The Fly)
  - Kathleen Turner - Peggy Sue s'est mariée

#### Meilleur acteur dans un second rôle
- Bill Paxton pour le rôle du 1re classe Hudson dans Aliens, le retour (Aliens)
  - Clu Gulager - Hunter's Blood
  - James Doohan - Star Trek 4 : Retour sur Terre
  - Walter Koenig - Star Trek 4 : Retour sur Terre
  - Richard Moll - House

#### Meilleure actrice dans un second rôle
- Jenette Goldstein pour le rôle de la 1re classe classe Vasquez dans Aliens, le retour (Aliens)
  - Catherine Hicks - Star Trek 4 : Retour sur Terre
  - Grace Jones - Vamp
  - Kay Lenz - House
  - Vanity - Paiement cash

#### Meilleur(e) jeune acteur ou actrice
- Carrie Henn pour le rôle de Rebecca « Newt » Jorden dans Aliens, le retour (Aliens)
  - Joey Cramer - Le Vol du Navigateur
  - Lucy Deakins - La Tête dans les nuages
  - Scott Grimes - Critters
  - Jay Underwood - La Tête dans les nuages

#### Meilleur scénario
- Aliens, le retour (Aliens) – James Cameron
  - Crocodile Dundee – John Cornell, Paul Hogan et Ken Shadie
  - La Petite Boutique des horreurs – Howard Ashman
  - Star Trek 4 : Retour sur Terre – Harve Bennett, Peter Krikes, Steve Meerson et Nicholas Meyer
  - La Tête dans les nuages – Nick Castle

#### Meilleure musique
- La Petite Boutique des horreurs - Alan Menken
  - Les Aventures de Jack Burton dans les griffes du Mandarin - John Carpenter
  - Fievel et le Nouveau Monde - James Horner
  - Link - Jerry Goldsmith
  - La Mouche (The Fly) - Howard Shore

#### Meilleurs costumes
- Star Trek 4 : Retour sur Terre – Robert Fletcher
  - Aliens, le retour (Aliens) – Emma Porteous
  - Labyrinthe – Ellis Flyte et Brian Froud
  - Peggy Sue s'est mariée – Theadora Van Runkle
  - La Petite Boutique des horreurs – Marit Allen

#### Meilleurs effets spéciaux
- Aliens, le retour (Aliens) – Dennis Skotak, Robert Skotak et Stan Winston
  - La Petite Boutique des horreurs – Lyle Conway
  - Poltergeist 2 – Richard Edlund
  - Short Circuit – Eric Allard et Syd Mead
  - Star Trek 4 : Retour sur Terre – Michael Lantieri (en) et Ken Ralston

#### Meilleur maquillage
- La Mouche (The Fly) – Chris Walas
  - Aliens, le retour (Aliens) – Peter Robb-King
  - Aux portes de l'au-delà – John Carl Buechler, Anthony Doublin, John Naulin et Mark Shostrom
  - Legend – Rob Bottin
  - Star Trek 4 : Retour sur Terre – Jeff Dawn, Wes Dawn et James Lee

#### George Pal Memorial Award
- Arnold Leibovit

#### Life Career Award
- Leonard Nimoy

#### President's Memorial Award
- Marshall Brickman - The Manhattan Project
- Joseph Stefano